# 713 до н. е.
713 до н. е. був роком до юліанського римського календаря.

## Події
- Нума Помпілій проводить реформу Римського календаря.
- Ашдод та Ашкелон повстають проти Ассирії.
- Леократ був призначений архонтом в Афінах.